# Джессіка Біл
Дже́ссіка Клер Ті́мберлейк (англ. Jessica Claire Timberlake), відома під дошлюбним прізвищем Дже́ссіка Біл (англ. Jessica Biel; нар. 3 березня 1982, Елі, Міннесота, США) — американська акторка, співачка, модель, продюсерка; номінантка телевізійних премій «Золотий глобус» та «Еммі» за мінісеріал «Грішники» (2017—2018, 2020), в якому виконала одну з головних ролей та спродюсувала; володарка премії «Молодий актор» (1998) за роль у фільмі «Золото Улі».
Здобула славу роллю Мері Кемден у телесеріалі «Сьоме небо» (1996—2006) та герцогині Софі у фільмі «Ілюзіоніст» (2006). У 2000—2010-х роках багато знімається в телесеріалах та голлівудських фільмах: «Пригадати все», «Літні ігри», «Техаська різанина бензопилою», «Чак і Ларрі: Запальні молодята», «Стелс», «Команда А» та інші.

## Біографія та кар'єра
Народилася 3 березня 1982 року в містечку Елі (бл. 3 тис. жителів), округ Сент-Луїс, Міннесота.
Батьки — підприємець Джонатан Едвард Біл та Кімберлі (до шлюбу Конроу), молодший брат — Джастін. У дитинстві Джессіки її родина мешкала в Техасі та Іллінойсі, згодом — у місті Боулдер, штат Колорадо.
З дитинства вивчала спів та брала участь у шкільних мюзиклах на популярні сюжети: «Звуки музики», «Красуня і Чудовисько» тощо. У 1994 році взяла участь у конкурсі талантів (англ. The International Modeling and Talent Association), де на неї звернули увагу скаути модельної агенції та запросили до себе. Після школи моделей знімалася в рекламних роликах Deluxe Paint, Pringles та інших брендів, працювала рекламною фотомоделлю.
У 1994 році 12-річна Біл знялася в малобюджетному мюзиклі «Цей цифровий світ». У 1996 році була затверджена на одну з основних ролей сімейної теледрами «Сьоме небо», яка зробила її знаменитою: успішний телесеріал 1996—2006 років став найдовшим (на той час) та найрейтинговішим телешоу каналу CW та найдовшою сімейною драмою в історії телебачення.
Першою кінороллю стала Кейсі Джексон у фільмі «Золото Улі» 1997 року — бунтарка-ґотеса, юна онука героя знаменитого актора Пітера Фонди. Фільм був сприйнятий дуже критично, проте Біл здобула номінацію на премію «Молодий актор» і стала її лауреаткою.
У березні 2000 року на обкладинці чоловічого журналу Gear з'явилася світлина Джессіки Біл. У пізніших інтерв'ю акторка повідомляла про те, що шкодує через це, що стало для неї «корисним життєвим досвідом». Вона пояснює скандальну поведінку нервовим зривом після провалу кінопроб на роль у культовому фільмі «Краса по-американськи». Шанувальники Біл та декотрі з продюсерів засудили її за відверті фото, проте знаменитий телепродюсер Аарон Спеллінг (1923—2006), з яким вона працювала на каналі CW, став на захист молодої акторки та продовжив контракт із нею.
Проривом у кінокар'єрі кінокритика небезпідставно вважає роль герцогині Софі, коханої героя Едварта Нортона у фільмі 2006 року «Ілюзіоніст». За цю роботу Біл отримала дві престижні акторські премії. Далі виконала яскраві ролі у фільмах «Пророк» (2007) з Ніколасом Кейджем та «Легка поведінка» (2008) з Беном Барнсом, Крістін Скотт Томас і Коліном Фертом.
У 2010-х роках охоче запрошували на різнопланові ролі: в бойовики («Команда А»), фантастику («Пригадати все»), романтичні комедії («Чоловік нарозхват»), драматичні трилери («Особливий злочин»), байопіки («Гічкок») тощо.
Білл, яка вже мала досвід режисерки, сценаристки та виконавчої продюсерки короткометражних фільмів, у 2016—2018 роках очолила процес виробництва успішного мінісеріалу «Грішники» («Грішниця» — 2017 р., «Грішник» — 2018 р.). Вона виконала головну роль у першому сезоні цього драматичного кримінального трилеру, за що була номінована на кілька престижних телепремій.

## Особисте життя
У 1998—2001 роках Джессіка Біл мала стосунки з партнером по серіалу «Сьоме небо» Адамом Лаворною (англ. Adam LaVorgna), а після спільної роботи над фільмом «Команда А», у 2001—2006 роках зустрічалася з актором Крісом Евансом.
У січні 2007 року Біл почала зустрічатися з музикантом Джастіном Тімберлейком. У грудні 2011 року пара заручилися, а 19 жовтня 2012-го відбулося весілля на італійському курорті у Фазано. 8 квітня 2015 року народила сина Сайласа Рендала (англ. Silas Randall Timberlake), названого на честь діда Джастіна, Вільяма Сайласа Бомара (Bill Bomar).
У вересні 2013 року Джессіка Клер офіційно взяла прізвище чоловіка — Тімберлейк, проте у професійній кар'єрі далі використовує дошлюбне прізвище — Джессіка Біл.
Займається фітнесом, практикує йогу, не вживає продуктів із клейковиною та молочних продуктів.

## Фільмографія
| Рік       |     | Українська назва                               | Оригінальна назва                       | Роль                                            |
| --------- | --- | ---------------------------------------------- | --------------------------------------- | ----------------------------------------------- |
| 2022      | с   | Кенді (мінісеріал)                             | Candy                                   | Кенді Монтгомері (головна роль)                 |
| 2018—2022 | с   | Кіт Піт                                        | Pete the Cat                            | Бонні Барроу та ін., 15 епізодів (голоси)       |
| 2021      | с   | Скубі-Ду і вгадай хто?                         | Scooby-Doo and Guess Who?               | камео, 1 епізод (голос)                         |
| 2019      | с   | Лаймове місто                                  | Limetown                                | Лія Геддок (головна роль), продюсер             |
| 2018      | тф  | Кіт Піт: Найкрутіше Різдво                     | Pete the Cat: A Very Groovy Christmas   |                                                 |
| 2016—2018 | с   | Кінь БоДжек                                    | BoJack Horseman                         | Джессіка Біл, 5 епізодів (голос)                |
| 2018      | в   | Джастін Тімберлейк — Man of the Woods          | Justin Timberlake: Man of the Woods     |                                                 |
| 2017      | ф   | Шок і трепет                                   | Shock and Awe                           | Лайза Мейр                                      |
| 2017—2018 | с   | Грішниця                                       | The Sinner                              | Кора Танетті (1-й сезон), продюсер (1—2 сезони) |
| 2016      | мф  | Спарк: Герой Всесвіту                          | Spark: A Space Tail                     | Вікс (голос)                                    |
| 2016      | ф   | Особливий злочин                               | A Kind of Murder                        | Клара Стекгауз                                  |
| 2016      | ф   | Диявол і глибоке синє море                     | The Devil and the Deep Blue Sea         | Пенні Гершель, продюсер                         |
| 2015      | ф   | Серце кров'ю обливається                       | Bleeding Heart                          | Мей                                             |
| 2015      | ф   | Прикута                                        | Accidental Love                         | Еліс Екл                                        |
| 2014      | с   | Новенька                                       | New Girl                                | Кет                                             |
| 2005—2013 | мс  | Гріфіни                                        | Family Guy                              | Брук                                            |
| 2013      | ф   | Правда про Емануель                            | The Truth About Emanuel                 | Лінда                                           |
| 2013      | док | Коротка гра                                    | The Short Game                          | продюсер                                        |
| 2012      | ф   | Чоловік нарозхват                              | Playing for Keeps                       | Стейсі                                          |
| 2012      | ф   | Гічкок                                         | Hitchcock                               | Віра Майлз                                      |
| 2012      | ф   | Пригадати все                                  | Total Recall                            | Меліна                                          |
| 2012      | ф   | Здоровань                                      | The Tall Man                            | Джулія Деннінг, виконавчий продюсер             |
| 2011      | ф   | Старий Новий рік                               | New Year's Eve                          | Тесс Берн (розділ «Maternity Ward»)             |
| 2010      | ф   | Команда А                                      | The A-Team                              | лейтенант Карісса Соса                          |
| 2010      | ф   | День Святого Валентина (фільм)                 | Valentine's Day                         | Кара Монахан                                    |
| 2010      | кф  | Августали                                      | Sodales                                 | режисер, сценарист                              |
| 2009      | мф  | Планета 51                                     | Planet 51                               | Ніра (голос)                                    |
| 2009      | в   | Хлопці і лялечки                               | Guys & Dolls @ Hollywood Bowl           | Сара Браун                                      |
| 2009      | ф   | Окис                                           | Powder Blue                             | Роуз-Джонні                                     |
| 2009      | с   | Суботнього вечора в прямому ефірі              | Saturday Night Live                     | Джессіка Реббіт (1 випуск)                      |
| 2008      | ф   | Легка поведінка                                | Easy Virtue                             | Ларіта Віттекер                                 |
| 2008      | кф  | Діра в паперовому небі                         | Hole in the Paper Sky                   | Карен Воткінс, продюсер                         |
| 2007      | ф   | Чак і Ларрі: Запальні молодята                 | I Now Pronounce You Chuck and Larry     | Алекс МакДонаф                                  |
| 2007      | ф   | Пророк                                         | Next                                    | Ліз Купер                                       |
| 2007      | в   | Vanity Fair: Убивці убивають, мертві помирають | Vanity Fair: Killers Kill, Dead Men Die | Жінка в червоному                               |
| 2006      | ф   | Будинок хоробрості                             | Home of the Brave                       | Венесса Прайс                                   |
| 1996—2006 | с   | Сьоме небо                                     | 7th Heaven                              | Мері Кемден                                     |
| 2006      | ф   | Ілюзіоніст                                     | Illusionist                             | герцогиня Софі фон Тешен                        |
| 2005      | ф   | Елізабеттаун                                   | Elizabethtown                           | Еллен Кішмор                                    |
| 2005      | ф   | Лондон                                         | London                                  | Лондон                                          |
| 2005      | ф   | Стелс                                          | Stealth                                 | лейтенант Кара Вейд                             |
| 2004      | ф   | Блейд: Трійця                                  | Blade: Trinity                          | Ебіґейл Вістлер                                 |
| 2004      | ф   | Стільниковий                                   | Cellular                                | Хлоя                                            |
| 2004      | мс  | Джонні Браво                                   | Johnny Bravo                            | Джессіка Біл                                    |
| 2003      | ф   | Техаська різанина бензопилою                   | The Texas Chainsaw Massacre             | Ерін Гардесті                                   |
| 2002      | ф   | Правила сексу                                  | The Rules of Attraction                 | Лара Голлеран                                   |
| 2001      | ф   | Літні ігри                                     | Summer Catch                            | Тенлі Перріш                                    |
| 2001      | в   | Aerosmith — Fly Away from Here                 | Aerosmith: Fly Away from Here           | жінка                                           |
| 1998      | ф   | Я буду вдома на Різдво                         | I'll Be Home for Christmas              | Аллі                                            |
| 1997      | ф   | Золото Улі                                     | Ulee's Gold                             | Кейсі Джексон                                   |
| 1994      | ф   | Цей цифровий світ                              | It's a Digital World                    | Реґретталь (Співчуття)                          |